# Romanogobio elimeius
Romanogobio elimeius är en fiskart som först beskrevs av Kattoulas, Stephanidis och Economidis, 1973.  Romanogobio elimeius ingår i släktet Romanogobio och familjen karpfiskar. IUCN kategoriserar arten globalt som livskraftig. Inga underarter finns listade i Catalogue of Life.